# Andi Schoon
Andi Schoon (* 1974) ist ein Kulturwissenschaftler und Autor. Er leitet das Y Institut an der Hochschule der Künste Bern und ist dort Professor für Kultur- und Medienwissenschaft.

## Leben
Andi Schoon wuchs in einem evangelischen Pfarrhaus auf und besuchte das Gymnasium Ulricianum in Aurich. Er studierte Systematische Musikwissenschaft, Neuere deutsche Literatur und Soziologie in Hamburg. 2005 wurde er promoviert und unterrichtete danach an der Universität Hamburg. Seit 2007 arbeitet er an der Hochschule der Künste Bern, seit 2012 als Professor. Gemeinsam mit dem Schweizer Literaturwissenschaftler Thomas Strässle leitet Andi Schoon das transdisziplinäre Y Institut mit dem Masterstudiengang Contemporary Arts Practice.
Gastdozenturen und Forschungsaufenthalte führten ihn an die Tongji-Universität Shanghai, die Universität Kopenhagen, die McGill University Montreal, die Stellenbosch University, an das Illinois Institute of Technology Chicago, an das Institute for Moroccan Studies Tangier, an die University of Cape Town und an das Istituto Svizzero di Roma. Er war Leiter mehrjähriger SNF-Forschungsprojekte zu Paul Bowles’ Aufnahmen traditioneller marokkanischer Musik und zu schweizerischer Kulturdiplomatie in Südafrika.
Von 1996 bis 2006 war Schoon Mitglied der Band Jullander. Als freier Journalist arbeitete er u. a. für die tageszeitung, Spex und Die Zeit. 
Sein Buch „Die Ordnung der Klänge“ wurde 2009 auf der Ars Electronica im Rahmen des Media.Art.Research-Awards ausgezeichnet. 2014 veröffentlichte er den Essay „sujet imaginaire“. 2018 erschien seine Erzählung „Die schwache Stimme“, 2024 die Erzählung „White Suburbia“ und 2025 das Hörstück „Expert in a Dying Field“ (unter dem Pseudonym Prosper Hochheim). Er ist Mitglied des Deutschschweizer P.E.N.-Zentrums.
Andi Schoon ist schweizerisch-deutscher Doppelbürger und mit der Journalistin und Musikerin Sandra Zettpunkt verheiratet. Sie haben einen gemeinsamen Sohn (Jon Paul Anton *2004). Sein Onkel war der Hamburger Politiker und Altphilologe Martin Schmidt.

## Veröffentlichungen
- Die Ordnung der Klänge. Das Wechselspiel der Künste vom Bauhaus zum Black Mountain College. Transcript, Bielefeld 2006, ISBN 978-3-89942-450-8.
- Das geschulte Ohr. Eine Kulturgeschichte der Sonifikation. Hrsg. mit Axel Volmar. Transcript Bielefeld 2012, ISBN 978-3-8376-2049-8.
- sujet imaginaire. Ein Figurenentwurf. E-Book, Matthes & Seitz, Berlin 2014, ISBN 978-3-88221-415-4.
- Die schwache Stimme. Textem Verlag, Hamburg 2018, ISBN 978-3-86485-189-6.
- Postcolonial Repercussions. On Sound Ontologies and Decolonised Listening. Hrsg. mit Johannes Salim Ismaiel-Wendt. Transcript Bielefeld 2022, ISBN 978-3-8376-6252-8.
- White Suburbia. Tempura. edition taberna kritika / Curatorbooks 012, Bern 2024, ISBN 978-3-03947-012-9
- Expert in a Dying Field. Ein akademisches Triptychon. edition taberna kritika / etkcontext 072, Bern 2025, DOI:10.17436/etk.c.072.